# Ронкаро
Ронкаро (італ. Roncaro) — муніципалітет в Італії, у регіоні Ломбардія, провінція Павія.
Ронкаро розташоване на відстані близько 460 км на північний захід від Рима, 27 км на південь від Мілана, 12 км на північний схід від Павії.
Населення — 1540 осіб (2014).

## Демографія
Населення за роками:

Станом на 1 січня 2023 року в муніципалітеті офіційно проживало 137 іноземців з 25 країн, серед них 39 громадян країн Євросоюзу та 13 громадян України.

## Сусідні муніципалітети
- Кура-Карпіньяно
- Лардіраго
- Марцано
- Сант'Алессіо-кон-В'ялоне
- Вістарино